# Franco Pistoni
Franco Pistoni (Rieti, 6 marzo 1956) è un attore, regista teatrale, poeta e personaggio televisivo italiano.

## Biografia
Originario di Rieti, è attivo come musicista, regista e attore. In teatro ha lavorato, tra gli altri, con Julian Beck, Marco Baliani, Giorgio Barberio Corsetti, Mario Martone e con la Socìetas Raffaello Sanzio di Romeo Castellucci, ricevendo tre candidature al Premio Ubu per il teatro. Esordisce nel cinema con il film Il nome della rosa, di Jean-Jacques Annaud, lavorando poi con registi come Bertolucci, Magni, Chiesa, Garrone, Troisi, Baricco, Manfredonia.
Negli anni novanta rappresenta opere avanguardistiche di ricerca teatrale in tutto il mondo, dall'America del Sud agli Stati Uniti, dall'Asia all'Europa dell'Est, in Australia.
Ha inoltre pubblicato quattro raccolte di poesie: L'acustica del Mar Egeo, Emporio di razza, Risonanze di costola e Delle nuvole ogni sera, resiste. 
A partire dal 2012 diventa un personaggio televisivo partecipando al programma Avanti un altro! di Paolo Bonolis nel ruolo de Lo iettatore, ispirato al personaggio da lui interpretato nel film di Luigi Magni 'o Re. Il 1º aprile 2016 partecipa alla terza puntata della settima edizione di Ciao Darwin come rappresentante della categoria Brutti. Il 31 ottobre 2016 entra nella casa del Grande Fratello VIP durante la semifinale, nei panni de Lo iettatore.

## Filmografia parziale

### Cinema
- Il nome della rosa, regia di Jean-Jacques Annaud (1986)
- Luci lontane, regia di Aurelio Chiesa (1987)
- The Barbarians, regia di Ruggero Deodato (1987)
- Le vie del Signore sono finite, regia di Massimo Troisi (1987)
- Se lo scopre Gargiulo, regia di Elvio Porta (1988)
- 'o Re, regia di Luigi Magni (1989)
- Crack, regia di Giulio Base (1991)
- Perduta, regia di Andrea Marfori (1991)
- Confortorio, regia di Paolo Benvenuti (1992)
- Poliziotti, regia di Giulio Base (1995)
- La bomba, regia di Giulio Base (1999)
- Foglie di cemento, regia di Fabio Sonzogni - Cortometraggio (2002)
- Nero bifamiliare, regia di Federico Zampaglione (2007)
- Lezione ventuno, regia di Alessandro Baricco (2008)
- Si può fare, regia di Giulio Manfredonia (2008)
- Imago Mortis, regia di Stefano Bessoni (2008)
- Tutti al mare, regia di Matteo Cerami (2011)
- God's Got His Head in the Clouds, regia di Gianluca Sodaro - Cortometraggio (2012)
- Il racconto dei racconti - Tale of Tales, regia di Matteo Garrone (2015)
- Ora non ricordo il nome, regia di Michele Coppini (2016)
- L'ultima volta che siamo stati bambini, regia di Claudio Bisio (2023)

### Televisione
- I ragazzi della 3ª C, serie TV, episodio "Il professore cerca casa" (Italia 1, 1988)
- Don Matteo, serie TV, regia di Giulio Base (Rai 1, 2004)
- Gli occhi dell'amore, regia di Giulio Base (2005) - film TV
- Rino Gaetano - Ma il cielo è sempre più blu, regia di Marco Turco - miniserie TV (Rai 1, 2007)

## Programmi televisivi
- Avanti un altro! (Canale 5, dal 2012) Lo iettatore
- Ciao Darwin 7 - La resurrezione (Canale 5, 2016) 3ª puntata
- Grande Fratello VIP (Canale 5, 2016) 7ª puntata
- Chi ha incastrato Peter Pan? (Canale 5, 2017) 6ª puntata

## Riconoscimenti
- Premio Nazionale Poesia Levante '84 – Radar/Sei & Expo Levante di Bari
- Premio Genova Film Festival 2002 per l'interpretazione di Foglie di cemento
- Miglior attore protagonista al festival Arrivano i corti di Montelanico 2003 per l'interpretazione di Foglie di cemento
- Premio Jury des jeunes al 45º Festival di Locarno per l'interpretazione di Confortorio
- Premio Telesia Film Festival 2009 e Ciak d'oro 2009 per l'interpretazione di Si può fare

## Doppiatori
Nonostante sia italiano, Franco Pistoni è stato doppiato da:
- Francesco Vairano ne Il racconto dei racconti - Tale of Tales